# Petite rivière Belley
Pour les articles homonymes, voir Belley (homonymie).
La Petite rivière Belley est un affluent de la rivière Belley, coulant dans le territoire non organisé de Passes-Dangereuses, dans la municipalité régionale de comté (MRC) de Maria-Chapdelaine, dans la région administrative du Saguenay-Lac-Saint-Jean, au Québec, au Canada.
La foresterie constitue la principale activité économique du secteur ; les activités récréotouristiques, en second.
Plusieurs routes forestières desservent la vallée de la Petite rivière Belley, surtout pour les besoins de la foresterie et des activités récréotouristiques,.
La surface de la Petite rivière Belley habituellement gelée de la fin novembre au début avril, toutefois la circulation sécuritaire sur la glace se fait généralement de la mi-décembre à la fin mars.

## Géographie
Les principaux bassins versants voisins de la Petite rivière Belley sont :
- côté nord : lac Bernabé, rivière Alex, rivière des Aigles, rivière du Nord ;
- côté est : lac Belley, rivière Belley, rivière Bernabé, rivière Brûlée, rivière Péribonka, lac Tchitogama ;
- côté sud : rivière Belley, rivière Péribonka, rivière aux Harts, rivière Mistouk, rivière Saguenay ;
- côté ouest : rivière à Michel, rivière Saint-Ludger, rivière Alex, rivière Villeneuve[2].

La Petite rivière Belley prend sa source à l’embouchure d’un ruisseau forestier (altitude : 216 m). Cette source est située à :
- 7,7 km à l'est du cours de la rivière Alex ;
- km au nord-est du cours de la rivière Saint-Ludger ;
- 6,4 km au nord de l’embouchure de la Petite rivière Belley (confluence avec la rivière Belley) ;
- 8,3 km au nord de l’embouchure de la rivière Belley ;
- 34,2 km au nord-est de l’embouchure de la rivière Péribonka dans le lac Saint-Jean.

À partir de sa source dans la zec des Passes, le cours de la Petite rivière Belley descend sur 10,5 km entièrement en zones forestières en zigzaguant, selon les segments suivants :
- 0,5 km vers l'ouest en traversant un lac non identifié (longueur :0,6 km ; altitude : 215 m), jusqu’à son embouchure ;
- 1,3 km vers le sud notamment en formant un crochet vers l'ouest et en traversant un lac non identifié (longueur : 0,5 km ; altitude : 210 m), jusqu’à son embouchure ;
- 2,3 km vers l'ouest, jusqu’à la décharge (venant du nord-ouest) de deux lacs non identifiés ;
- 1,5 km vers le sud-est en traversant une zone de marais, jusqu’à la décharge (venant du sud-est) d’un lac non identifié ;
- 0,8 km vers le sud, notamment en formant une courbe vers l'ouest et en traversant sur 0,2 km un lac non identifié (longueur : 0,5 km ; altitude : 177 m) en zone de marais, jusqu’à son embouchure ;
- 1,1 km vers le sud jusqu’à un ruisseau (venant du nord-ouest) ;
- 3,0 km vers le sud en recueillant la décharge d’un lac non identifié, puis le sud-est, jusqu’à un coude de rivière ;
- 1,5 km vers le sud en formant de petits serpentins, jusqu'à l'embouchure de la rivière[2].

L'embouchure de la Petite rivière Belley se déverse sur la rive nord de la rivière Belley à :
- 1,4 km au nord-est du barrage « Chute du Diable » érigé sur la rivière Péribonka ;
- 2,0 km au nord-ouest de l’embouchure de la rivière Belley ;
- 31,6 km au nord-est de l’embouchure de la rivière Péribonka (confluence avec le lac Saint-Jean) ;
- 21,0 km au nord de l’embouchure du lac Saint-Jean (confluence avec la Grande Décharge) ;
- 27,3 km au nord-ouest du centre-ville d’Alma ;
- 51,7 km au nord-ouest du centre-ville de Saguenay ;
- 161 km à l'ouest de l’embouchure de la rivière Saguenay[2].

À partir de l’embouchure de la Petite rivière Belley, le courant descend vers le sud en suivant le cours de la rivière Belley. À l’embouchure de cette dernière, le courant prend le cours de la rivière Péribonka, en descendant d’abord vers le nord-ouest, puis vers le sud-ouest. À l’embouchure de cette dernière, le courant traverse le lac Saint-Jean vers l’est, puis emprunte le cours de la rivière Saguenay vers l'est jusqu'à la hauteur de Tadoussac où il conflue avec le fleuve Saint-Laurent.

## Toponymie
Le terme « Belley » se réfère à une commune française et constitue aussi un patronyme de famille d’origine française.
Le toponyme Petite rivière Belley a été officialisé le 5 septembre 1985 à la Banque des noms de lieux de la Commission de toponymie du Québec.